# Никитинцы (Косовский район)
Никитинцы (укр. Микитинці) — село в Косовской городской общине Косовского района Ивано-Франковской области Украины.
Население по переписи 2001 года составляло 829 человек. Занимает площадь 17 км². Почтовый индекс — 78634. Телефонный код — 03478.